# Моконези
Моко̀нези (на италиански: Moconesi; на лигурски: Moconexi, Моконежи) е община в Северна Италия, провинция Генуа, регион Лигурия. Разположена е на 132 m надморска височина. Населението на общината е 2684 души (към 2011 г.).
Административен център е село Ферада (Ferrada).